# Sitterviadukt (SBB)
Das Sitterviadukt, anfänglich auch Kräzern-Bahnbrücke, ist eine Eisenbahnbrücke der Bahnstrecke St. Gallen–Winterthur der Schweizerischen Bundesbahnen (SBB) über die Sitter bei St. Gallen. Sie steht gut 400 Meter nördlich der bekannteren Südostbahn-Brücke über die Sitter. Auf der Südseite ist die Brücke mit einem Fuss- und Radwegsteg versehen. Der St. Galler Brückenweg führt am Viadukt vorbei.

## Geschichte

### Erste Brücke (1856–1925)
Die erste Bahnbrücke wurde zwischen Oktober 1853 und März 1856 vom Ingenieur Gaspard Dollfus aus Mülhausen für die St. Gallisch-Appenzellische Eisenbahn (SGAE) erbaut. Sie galt als spektakulärstes Bauwerk der Bahnstrecke und des damaligen Eisenbahnbaus in der Schweiz. Zuvor hatte Dollfus bereits die Kettenbrücke in Aarau gebaut. Der Entwurf der Sitterbrücke stammte von Carl von Etzel, dem Baudirektor der SGAE, der gleichzeitig auch Oberingenieur der Schweizerischen Centralbahn (SCB) war. Weitere am Brückenbau Beteiligte waren Friedrich Wilhelm Hardmann, Reinhard Lorenz und Adolf Naeff. 
Die von Carl von Etzel ursprünglich vorgeschlagene schmiedeeiserne Bogenbrücke kam nicht zur Ausführung, vielmehr wurde eine Brücke mit einem horizontalen kastenförmigen durchlaufenden Träger gebaut, ähnlich der Britanniabrücke. Im Gegensatz zum englischen Vorbild, bei der der schmiedeeiserne Hohlkastenträger die Gleise umschloss, wurde in der Schweiz eine Konstruktion gewählt, bei der die Gleise im oberen Drittel des Gitterträgers zwischen den Wänden angeordnet waren, sodass diese zusätzlich die Funktion eines Geländers übernehmen konnten. Es handelte sich um die erste schmiede- und gusseiserne Eisenbahnbrücke auf dem europäischen Kontinent überhaupt.
Der Gitterträger, der sich auf drei 48 Meter hohe gusseiserne Pfeiler abstützte, bestand aus gewalztem Flusseisen mit waagrechten Gurtungsplatten, an welchen die Gitterstäbe angenietet waren. Die Pfeiler waren aus aufeinander gestapelten gusseisernen Rahmen ausgeführt. Das Bauwerk hatte eine Länge von 165 Metern, und seine Fahrbahn lag 61 Meter über dem Wasserspiegel. Die Achsabstände der einzelnen Felder betrugen 39,5 + 42 + 42 + 39,5 Meter, auf der Stadtseite schloss sich noch ein Steinbogenviadukt mit zwei Bögen an. Der Träger hatte eine Wandhöhe von 3,6 Metern. Für den Bau der Brücke wurden 1350 Tonnen Eisen verwendet, davon entfielen 425 Tonnen Schweiss- und Flusseisen auf den Überbau und 925 Tonnen Gusseisen auf die Turmpfeiler.
Die Montage erfolgte mit einem Lehrgerüst, über das Eisenbahnschienen gelegt wurden, sodass die Gitterwände des Trägers paarweise auf Hilfswagen mit einer von zehn Mann bedienten Handwinde von einem Widerlager aus über das Lehrgerüst zur finalen Montageposition gezogen werden konnten.
Die Brücke wurde nach dreijähriger Bauzeit anlässlich einer Inspektionsfahrt am Palmsonntag, dem 16. März 1856, am Morgen um 6 Uhr erstmals von einer Lokomotive befahren. Nachdem die Brücke als letztes Bauwerk der Strecke fertiggestellt worden war, konnte die Bahnstrecke Winterthur–St. Gallen am Ostermontag, 24. März 1856, durchgehend eröffnet werden, wobei die Weihe vom St. Galler Bischof durchgeführt wurde.

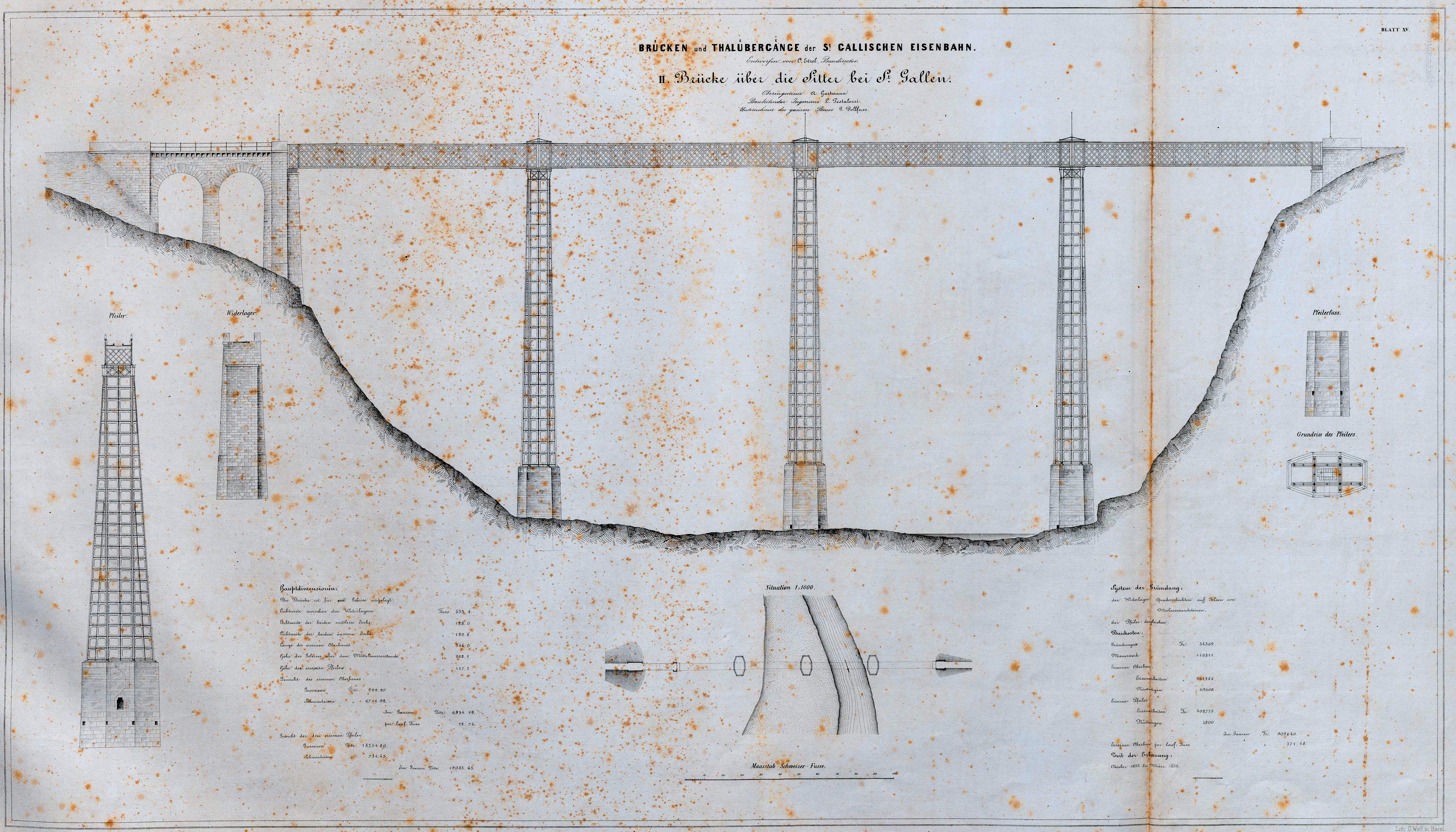
Zeichnung der Brücke
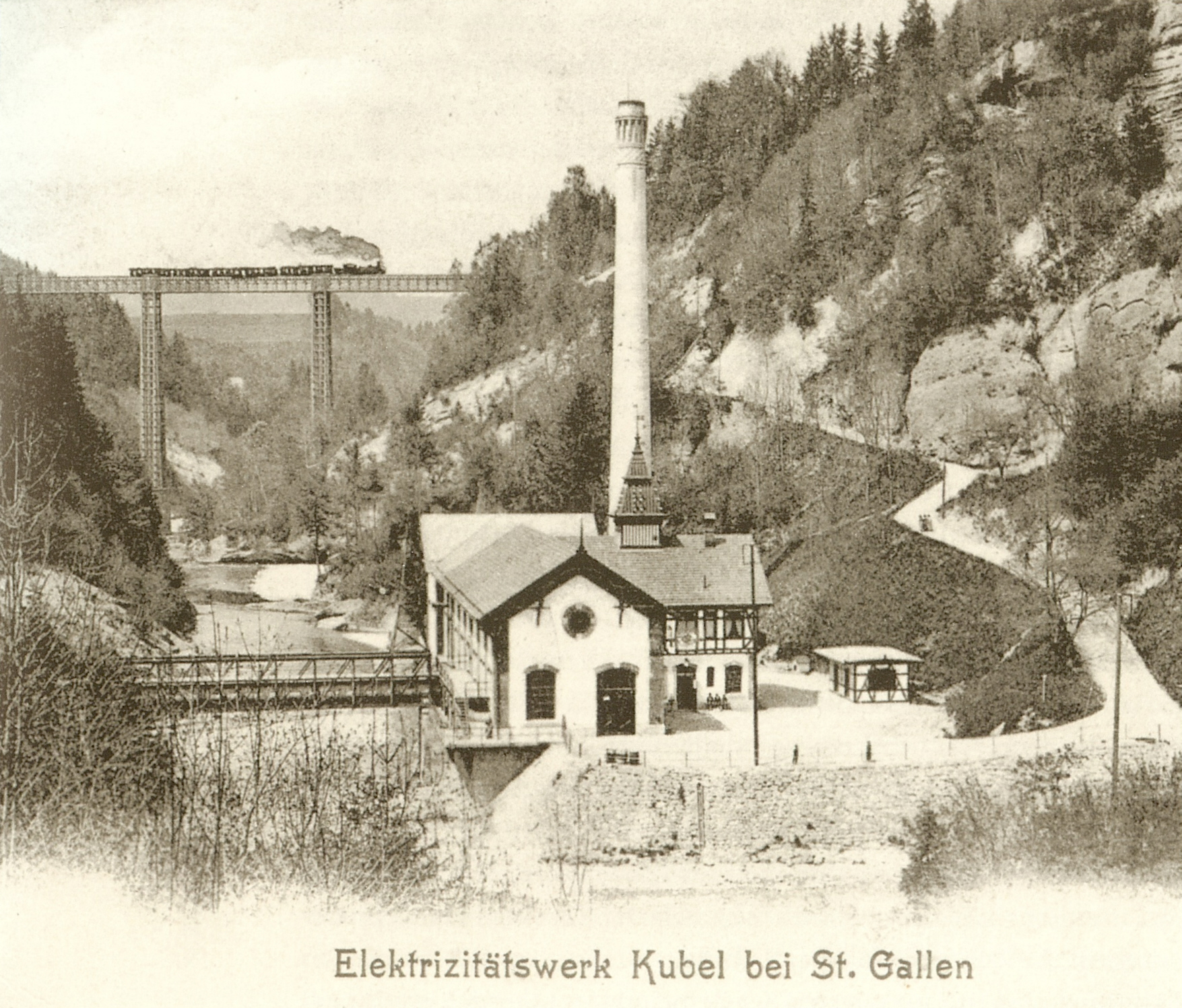
Alter Sitterviadukt mit Kraftwerk Kubel im Vordergrund
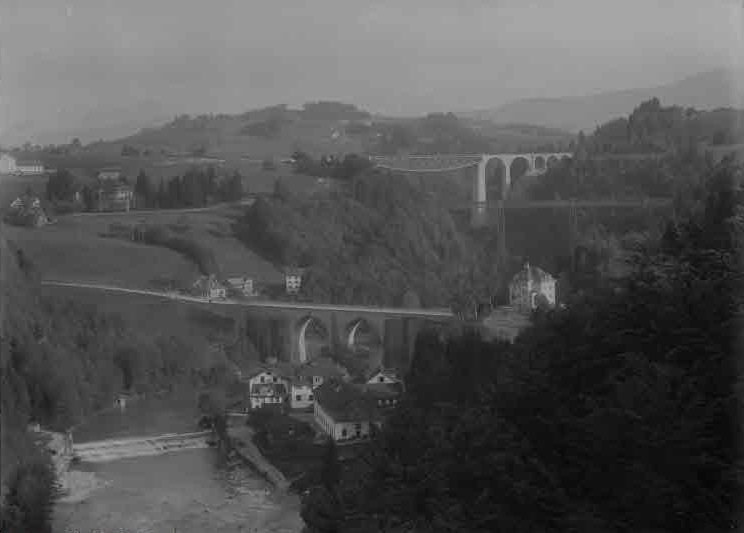
Sittertobel mit dem ersten Eisenbahnviadukt in der Mitte, vorne Kräzernbrücke für den Strassenverkehr, hinten Sitterviadukt der damaligen Bodensee-Toggenburg-Bahn

### Zweite Brücke (1925–heute)
Die eingleisige Sitterbrücke aus den 1850er-Jahren genügte Anfang des 20. Jahrhunderts dem gestiegenen Verkehrsaufkommen und den schwereren Fahrzeugen nicht mehr, weshalb sie im Rahmen des Doppelspurausbaus und der Elektrifizierung in den Jahren 1924 bis 1925 durch einen zweigleisigen mauerwerksverkleideten Stampfbetonviadukt ersetzt wurde. Das neue Bauwerk ist 207,86 Meter lang und überquert die Sitter auf einer Höhe von 63 Metern. Die Brücke besteht aus fünf Bogen mit 30 Metern Spannweite und einem sechsten in das Widerlager integrierten Bogen von 17 Metern Spannweite. Die Pfeiler haben eine Grundfläche von 12 × 16 Metern. Für die Verkleidung der Brücke, die während des Baus auch als Schalung für den Beton diente, wurde Nagelfluh aus dem Steinbruch Schachen bei Degersheim gewonnen. Der südlich an die Brücke angebaute öffentliche Gehweg ist in Stahlbeton ausgeführt. Der Gehweg wurde in den Jahren 2022 und 2023 während 15 Monaten verbreitert, um mehr Platz für Velofahrer zu schaffen, da die Brücke neu der Veloschnellroute von Winkeln nach Bruggen und dem Zentrum von St. Gallen dient. Der neue, sehr aufwändig verbreiterte Steg wurde am 4. Mai 2023 eröffnet.
Die neue Brücke wurde einige Meter bergwärts von der bestehenden errichtet. In der Sitter musste der im Flussbett stehende Pfeiler 4 mittels Senkkasten erstellt werden. Das Bauwerk hat ein Volumen von ungefähr 25'000 Kubikmetern und kostete rund 2 Millionen Schweizer Franken. Nachdem die neue Brücke fertiggestellt war, wurde die alte Brücke im Freivorbau abgebrochen. Damit der auskragende Träger während des Rückbaus der Pfeiler genügend tragfähig war, musste eine Rückhaltekonstruktion über dem letzten Pfeiler angebracht werden. Das abgebaute Material wurde direkt auf Bahnwagen verladen, die auf dem noch bestehenden Teil der Brücke herangeführt wurden.
Der Viadukt ist ein Kulturgut von nationaler Bedeutung mit KGS-Nummer 17031.

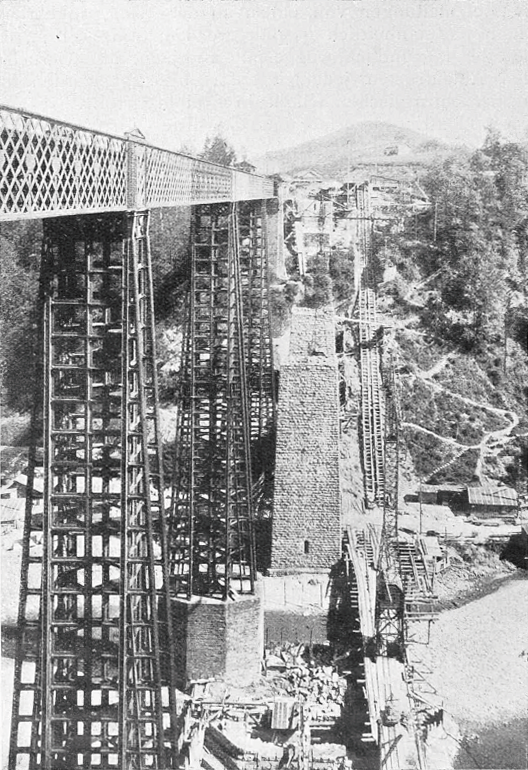
Bau der neuen Brücke 1924
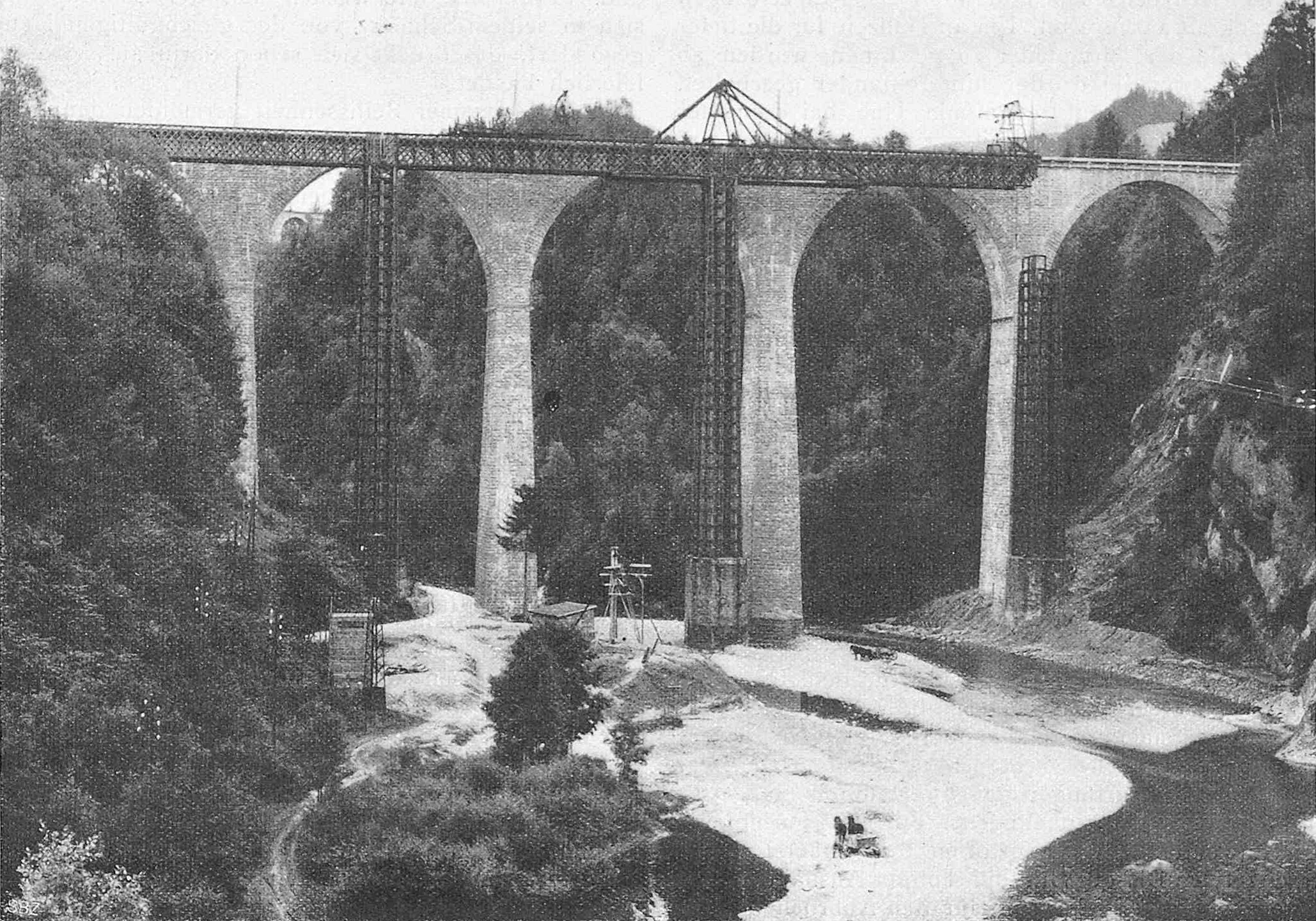
Abbruch der eisernen Sitterbrücke 1927
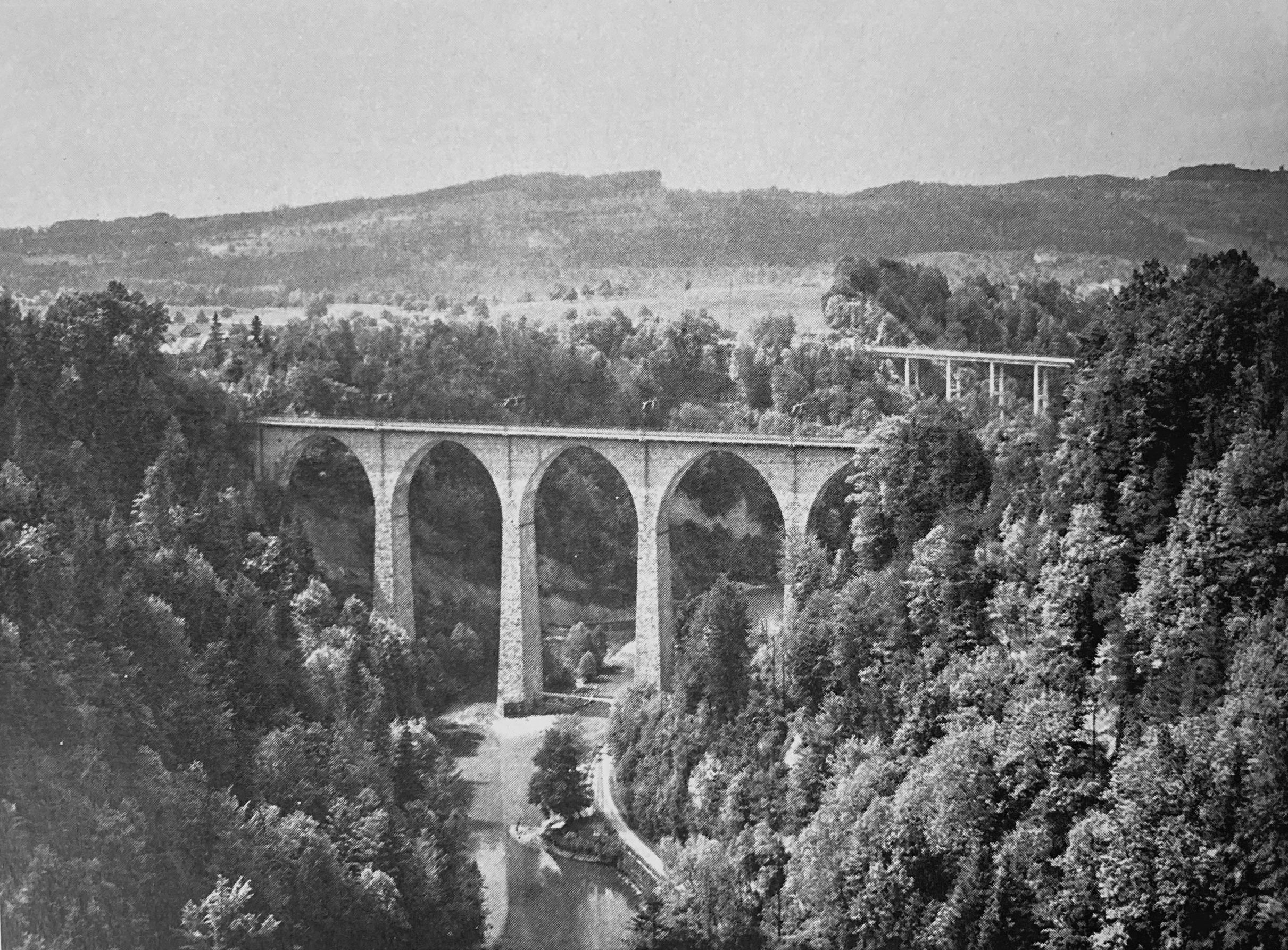
Sitterviadukt bei Bruggen ca. 1948